# Meltdown nucleare
La fusione del nocciolo del reattore (in inglese nuclear meltdown), viene utilizzato informalmente per indicare un tipo di incidente nucleare grave a un reattore nucleare che consiste nel danneggiamento del nocciolo per surriscaldamento. Gli effetti possono arrivare fino all'incontrollata reazione nucleare, con conseguente esplosione e rilascio di materiale altamente radioattivo se l'edificio di contenimento, o gli impianti e i meccanismi di sicurezza non sono adeguati. 
Il termine non rientra nel glossario ufficiale dell'Agenzia internazionale per l'energia atomica e della Nuclear Regulatory Commission degli Stati Uniti d'America., che utilizzano una terminologia tecnica, più specifica.
Nell'accezione comune è passato a designare la fusione termica accidentale del nocciolo di un reattore nucleare e si utilizza per riferirsi al collasso sia parziale che completo del reattore. "Core melt accident" e "partial core melt" sono termini tecnici analoghi.
Un incidente di fusione del nocciolo avviene quando l'intenso calore generato da un reattore nucleare eccede il calore rimosso dai sistemi di refrigerazione fino a raggiungere il punto dove almeno un unico elemento di combustibile eccede la temperatura del suo punto di fusione. Questo differisce dall'incidente ad un elemento di combustibile, che non è causato dalle alte temperature. Una fusione del nocciolo potrebbe essere causata dalla perdita del refrigerante, dalla perdita di pressione nel circuito del refrigerante, oppure dall'abbassamento del flusso del refrigerante. Un'altra causa di fusione è quella di una escursione critica nella quale il reattore passa ad operare ad un livello di potenza che eccede i suoi limiti di progetto. La fusione viene considerata un evento grave, causa il potenziale rischio di rilascio di radionuclidi nell'ambiente.

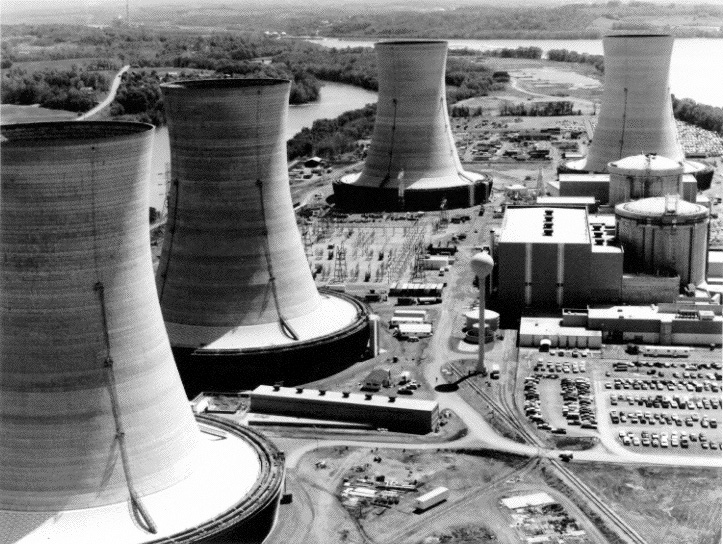
La centrale nucleare di Three Mile Island era composta da due reattori PWR costruiti dalla Babcock & Wilcox, ognuno all'interno del proprio edificio di contenimento e connessi tramite le torri di refrigerazione. Sullo sfondo si vede la "Unit 2", che subì una fusione parziale causando un grave danno alle barre di combustibile.

## Cause
Le centrali nucleari di potenza generano elettricità dal riscaldamento dei fluidi che refrigerano un reattore dove avviene una reazione nucleare. Il calore prodotto, attraverso scambiatori di calore, genera vapore che alimenta una turbina a vapore che muove un generatore elettrico. Se il calore generato da quella reazione non è rimosso adeguatamente, le barre di combustibile nel reattore possono fondersi. Un incidente con danneggiamento del nucleo può avvenire anche dopo lo "spegnimento" del reattore perché il combustibile nucleare (in rapporto al suo arricchimento) continua a produrre calore di decadimento. Questo calore di decadimento si dissipa nel tempo (tramite conduzione, convezione e irraggiamento nell'infrarosso) ma finché le reazioni nucleari persistono il nucleo continua a produrre calore.
Un incidente al nocciolo è causato dalla perdita della quantità di refrigerante necessaria a diminuire la temperatura delle barre di combustibile all'interno del nocciolo del reattore. Le cause possono essere diversi fattori, che includono l'incidente per perdita di pressurizzazione, l'incidente per perdita del refrigerante (LOCA), un incremento di potenza non controllato, oppure in alcuni tipi di reattore, un incendio all'interno del nocciolo del reattore. Malfunzionamenti nei sistemi di controllo possono causare una serie di eventi che provocano la perdita della refrigerazione. I generici principi contemporanei di sicurezza tramite la difesa in profondità esigono che molteplici strati di sistemi di sicurezza siano sempre presenti per rendere questi incidenti improbabili.
L'edificio di contenimento ha lo scopo di prevenire il rilascio di radioattività nell'ambiente. Questo compito è affidato a una cupola o cilindro in cemento armato con pareti spesse da 1,2 a 2,4 m, pre-compresso, rinforzato da una fitta gabbia di barre in acciaio, che nella maggior parte dei progetti è a tenuta d'aria (ma non nel reattore Westinghouse AP1000 che si avvale di una cupola in acciaio all'interno di quella in cemento armato, con lo scopo di dissipare il calore tramite l'evaporazione di getti d'acqua irrigati sulla cupola, che a cupola metallica integra dovrebbe rimanere non radioattiva).
- In un incidente caratterizzato dalla perdita del refrigerante, può avvenire sia la perdita fisica del refrigerante (che normalmente è acqua deionizzata, un gas inerte come elio oppure CO2, NaK, oppure sodio liquido) oppure l'interruzione di un metodo che assicuri un flusso di refrigerante sufficiente ad asportare il calore dal nocciolo e la sua successiva dispersione tramite scambiatori di calore, turbine a vapore, torri di raffreddamento e altri mezzi. Un incidente per perdita di refrigerante oppure un incidente per perdita del controllo della pressione (loss-of-pressure-control) sono strettamente correlati in alcuni reattori. In un reattore nucleare ad acqua pressurizzata (PWR), un incidente da perdita del refrigerante può dare luogo alla formazione di una 'bolla' di vapore surriscaldata per l'eccessivo riscaldamento del refrigerante stagnate oppure per la perdita del controllo della pressione causata da una rapida perdita del refrigerante. In un incidente per perdita della circolazione forzata, i ri-circolatori di un reattore refrigerato a gas (normalmente turbine mosse da un motore elettrico oppure dal vapore) non riescono a far circolare il refrigerante a gas all'interno del nocciolo, e il trasferimento del calore è impedito da questa perdita di circolazione forzata dei gas, anche se la circolazione naturale dovuta alla convezione manterranno le barre di combustibile a temperature inferiori a quella di fusione, sempre che il reattore non subisca la depressurizzazione.[5]
- In un incidente per perdita del controllo della pressione, la pressione del refrigerante confinato cade sotto i valori specificati come minimi senza avere la possibilità di ristabilirli.  In alcuni casi questo può ridurre l'efficienza del trasferimento del calore (quando si utilizza un gas inerte come refrigerante) e in altri casi si può formare una 'bolla' isolante di vapore caldo in pressione che circonda le barre di combustibili (nei reattori ad acqua pressurizzata). Nell'ultimo caso, per il riscaldamento localizzato della 'bolla' di vapore a causa del calore di decadimento la pressione richiesta per far collassare la 'bolla' di vapore rovente può eccedere le caratteristiche specifiche massime di resistenza previste per il reattore (giunti oltre la pressione e/o temperatura massime) finché questo non possa refrigerarsi. (Questo evento è meno probabile nei reattori nucleari ad acqua bollente, dove il nocciolo può essere depressurizzato deliberatamente in modo che il raffreddamento di emergenza possa essere attivato). In un malfunzionamento per depressurizzazione, un reattore refrigerato a gas perde la pressione dei gas all'interno del nocciolo, riducendo l'efficienza del trasferimento del calore e ponendo un grave ostacolo al raffreddamento delle barre di combustibile; comunque, in questi reattori, se rimane in funzione anche un solo ricircolatore di gas, il combustibile si manterrà entro temperature inferiori a quelle di fusione.[5]
- In un incidente dovuto ad un aumento di potenza incontrollato, un improvviso picco di potenza nel reattore eccede le specifiche di progettazione del reattore a causa di un improvviso aumento nella reattività nucleare. Un'escursione di potenza incontrollata altera significativamente un parametro che aumenta il tasso di moltiplicazione dei neutroni nella reazione a catena (ad esempio possono verificarsi successivi eventi come l'espulsione di una barra di controllo oppure l'alterazione significativa delle caratteristiche nucleari del moderatore, come avviene per rapido raffreddamento). In casi estremi il reattore può avviarsi verso una condizione nota come prompt critical. Questo è specialmente un problema nei reattori che hanno un coefficiente di vuoto positivo, un coefficiente di temperatura positivo, che sono sotto-moderati, o che possono intrappolare eccessive quantità dei prodotti deleteri di fissione all'interno delle barre di combustibile o dei moderatori. Molte di queste caratteristiche sono presenti nel progetto del reattore sovietico RBMK, e in effetti il disastro di Černobyl' è stato causato da queste deficienze di base associate a gravi negligenze degli operatori della centrale. I reattori ad acqua occidentali non sono soggetti ad escursioni incontrollate di potenza molto grandi perché la perdita di refrigerante diminuisce (piuttosto che aumentare) la reattività del nocciolo (un coefficiente di reattività a vuoto negativo "negative void coefficient of reactivity"); e vanno incontro ad una "transizione", come vengono chiamate le fluttuazioni di potenza minori nei reattori moderati ad acqua dell'Occidente, e si hanno aumenti nella reattività classificabili da limitati a momentanei, che rapidamente diminuiscono nel tempo (circa 200%-250% della massima potenza neutronica per alcuni pochi secondi nell'evento di uno spegnimento rapido fallimentare o cessazione completa del flusso di refrigerante combinata con un transiente).
- Incendi in componenti del nocciolo mettono a rischio il nocciolo e possono provocare la fusione degli elementi di combustibile. Un incendio può avvenire quando l'aria dall'esterno entra in contatto con la grafite rovente di un reattore nucleare moderato a grafite (come il sovietico RBMK oppure quelli militari statunitensi dismessi nella piana del Hanford Site), come avvenne nel disastro di Chernobyl, oppure in un reattore refrigerato a sodio liquido (come il Superphénix). Inoltre la grafite è soggetta all'accumulo di energia di Wigner, che surriscalda la grafite, come avvenne nell'incendio della centrale nucleare di Windscale. I reattori ad acqua leggera non hanno dei noccioli o dei moderatori infiammabili e non sono soggetti a questi incendi. I reattori civili moderati a gas, come i vari tipi di reattore Magnox, UNGG, e AGCR, mantengono un mantello del gas diossido di carbonio, che non può sostenere una combustione (ed anzi tende a spegnere gli incendi). I più moderni reattori civili refrigerati a gas utilizzano l'elio, che non può bruciare (e inoltre è un gas nobile, del tutto estraneo alle reazioni biologiche e che tende a salire nell'alta atmosfera), inoltre hanno barre di combustibile che possono sostenere le alte temperature senza fondersi (come il reattore nucleare a temperatura molto alta e il reattore nucleare modulare pebble bed).
- Disfunzioni "bizantine" e malfunzionamenti a cascata all'interno degli strumenti e sistemi di controllo possono causare problemi gravi nell'operatività del reattore, che potenzialmente conducono al danneggiamento del nocciolo se non vengono risolti immediatamente. Ad esempio, dei cavi di controllo danneggiati nella Browns Ferry Nuclear Power Plant resero necessaria l'attivazione manuale dei sistemi di refrigerazione. L'incidente di Three Mile Island è stato causato da un problema a una valvola di sfogo della pressione rimasta bloccata nella posizione aperta combinato con un guasto in un misuratore del livello dell'acqua che forniva valori falsi portando a confondere gli operatori del reattore, creando un insieme di condizioni che portò al danneggiamento del nocciolo.

## Reattori nucleari refrigerati ad acqua leggera
Prima che il nocciolo di un reattore nucleare a fissione LWR possa essere danneggiato, si devono verificare due eventi precursori:
- Una disfunzione limitante (oppure un insieme di condizioni di emergenza composte) che conducano al fallimento della rimozione del calore all'interno del nocciolo (perdita del refrigerante). Il basso livello dell'acqua scopre la zona di barre del nocciolo, permettendo il suo riscaldamento.
- Guasti ai sistemi di emergenza di raffreddamento del nocciolo (in inglese "Emergency Core Cooling System", con acronimo "ECCS"). Gli ECCS sono progettati per refrigerare rapidamente il nocciolo e metterlo in sicurezza nell'evento della massima deffaillance (l'incidente che è alla base di quello che il progetto vuole evitare), il peggiore che i controllori nucleari e gli ingegneri dell'impianto possano immaginare. In ogni moderno reattore esistono almeno due degli ECCS, sufficienti a refrigerare da soli il reattore e di rispondere all'incidente previsto dal progetto basico. Gli ultimi reattori hanno almeno quattro divisioni degli ECCS. Questo è un principio di ridondanza. Mentre almeno una divisione di ECCS riesce a funzionare, non si stabiliscono danneggiamenti del nocciolo. Ognuna delle varie divisioni degli ECCS ha diversi "treni" interni di componenti. Dunque le stesse divisioni ECCS hanno una discreta ridondanza interna, e possono sopportare guasti al loro interno.

### Incidente nucleare di Three Mile Island

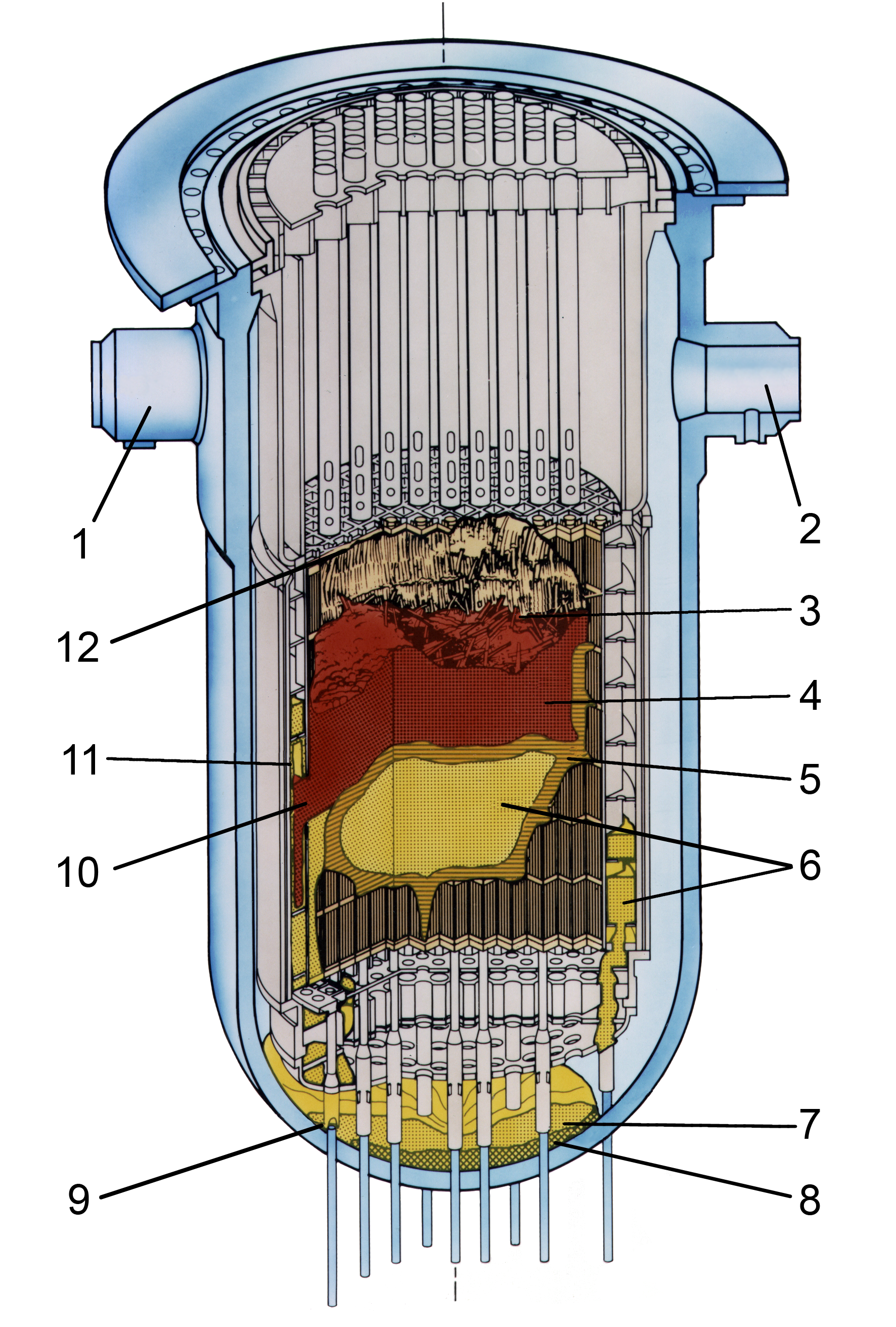
Configurazione finale del nocciolo del reattore TMI-2, dopo l'incidente

L'incidente di Three Mile Island è stata una situazione composita di guasti, di emergenze, di errori di lettura degli strumenti di misura (in parte guasti) che condussero al danneggiamento del nocciolo. La principale causa di questo è stata la decisione errata presa dagli operatori della centrale di spegnere gli ECCS durante una condizione di emergenza dovuta a errate letture dei misuratori che erano o incorrette o che vennero mal interpretate; questo provocò un'altra condizione di emergenza che, alcune ore dopo il fatto, portò a che il nocciolo rimanesse scoperto dall'acqua di refrigerazione con il conseguente danneggiamento del nocciolo. Se agli ECCS fosse stato consentito di funzionare, il nocciolo del reattore sarebbe rimasto coperto dall'acqua e non si sarebbero verificati danni al reattore.
Se questo tipo di guasti limitanti dovesse accadere, e si verificasse un malfunzionamento completo di tutte le divisioni ECCS, nella bibliografia sia gli autori Kuan, che Haskin, descrivono sei stadi tra l'inizio del guasto limitante (la perdita di refrigerante) e la potenziale perdita di corium nel contenimento (evento denominato fusione completa):
1. Evento di scopertura del nocciolo (core uncovery) Nelle eventualità di un guasto transiente, di emergenza, oppure per un guasto limitante, i reattori LWR sono progettati per andare in SCRAM automaticamente (uno SCRAM consiste nell'immediata inserzione di tutte le barre di controllo fino in fondo, che assorbendo neutroni diminuiscono la cascata della reazione nucleare) e di aumentare il flusso di refrigerante generato dagli ECCS. Questo riduce grandemente la potenza termica del reattore (ma non rimuove completamente tutto il reattore); questo dilaziona la "non copertura" del nocciolo, che è definita come il punto dove le barre di combustibile non sono più coperte dal refrigerante, e da calde cominciano a diventare roventi. Come afferma Kuan: "In un piccolo incidente LOCA, dove non si effettui l'iniezione di refrigerante di emergenza, lo scoperchiarsi del nocciolo generalmente comincia circa un'ora dopo l'inizio della breccia. Se le pompe del refrigerante del reattore non lavorano, la parte superiore del nocciolo sarà esposta ad un ambiente di vapore caldo e in pressione, e comincerà l'inesorabile riscaldamento del nocciolo. Comunque, se le pompe di refrigerazione lavorano, il nocciolo sarà refrigerato da una miscela a due fasi di vapore e acqua, e il riscaldamento delle barre di combustibile sarà ritardato fino a che quasi tutta l'acqua nella miscela a due fasi sia stata vaporizzata. L'incidente al secondo reattore di Three Mile Island (TMI-2 accident) mostrò che l'operatività delle pompe del refrigerante può essere sostenuta per circa due ore, in maniera di fornire una miscela a due fasi che possa prevenire il riscaldamento del nocciolo."[6]
2. Riscaldamento pre-danneggiamento (pre-damage heat up.) "In assenza di flusso di una miscela a due fasi che attraversi il nocciolo oppure l'aggiunta di acqua al nocciolo per compensare l'ebollizione dell'acqua, le barre di combustibile in un ambiente di vapore si scalderanno con una velocità tra i 0,3 °C/secondo e i 1 °C/s (3)."[6]
3. Rigonfiamento del combustibile ed esplosione' (fuel ballooning and bursting) "In meno di mezz'ora, la temperatura di picco del nocciolo raggiungerà i 1100° Kelvin. A questa temperatura, il rivestimento in zircaloy delle barre di combustibile può rigonfiarsi (formando bolle) e può bruciare (ossidazione di un metallo a contatto con l'ossigeno ad alta temperatura). Questo è il primo stadi del danno al nocciolo. Il "cladding ballooning" può ostruire una parte sostanziale dell'area di flusso all'interno del nocciolo e può restringere il flusso di refrigerante. Comunque, il blocco completo del nocciolo è improbabile perché non tutte le barre di combustibile si trovano nella stessa localizzazione assiale. In questo caso, l'aggiunta di una quantità sufficiente di acqua può refrigerare il nocciolo e fermare la progressione del danno al nocciolo."[6]
4. Ossidazione rapida (Rapid oxidation) "Il seguente stadio del danno al nocciolo, che comincia a circa 1500 K, è la rapida ossidazione del zircaloy, causata dal vapore. Nel processo di ossidazione, si produce idrogeno e viene rilasciata una grande quantità di calore. Sopra i 1500 K, la potenza termica derivata dalla reazione chimica di ossidazione eccede quella del calore di decadimento (4,5) a meno che il tasso di ossidazione venga limitato dalla fornitura sia di zircaloy oppure di vapore."[6]
5. Formazione di un letto di macerie (debris bed formation) "Quando la temperatura nel nocciolo raggiunge i 1700 K circa, alcuni materiali di controllo fusi [1,6] cominceranno a defluire e a solidificarsi nello spazio tra le parti inferiori delle barre di combustibile dove la temperatura è comparativamente bassa. Sopra i 1700 K, la temperatura del nocciolo può salire in pochi minuti fino al punto si fusione del zircaloy 2150 K a causa dell'incremento del tasso di ossidazione. Quando il rivestimento ossidato si rompe, il zircaloy fuso, assieme a ossido di uranio (UO2) fuso [1,7], comincia a fluire verso il basso e a solidificarsi nella parte inferiore del nocciolo, quella meno rovente. Assieme a materiali di controllo solidificati provenienti dai primi flussi, il zircaloy e lo UO2 riposizionato formeranno la crosta inferiore di un letto di scorie coesive in ulteriore accrescimento."[6]
6. Spostamento del corium al plenum inferiore. "Negli scenari in cui si verificano delle LOCA per piccole rotture, si forma una piscina di acqua nel piano inferiore ("lower plenum") del contenitore a pressione durante lo spostamento del corium. Il rilascio di materiali fusi del nocciolo nell'acqua genera sempre grosse quantità di vapore. Se la corrente di materiali fusi irrompe rapidamente nell'acqua, esiste anche la possibilità di un'esplosione di vapore. Durante la ricollocazione, qualsiasi quantità di zirconio non ossidata nel materiale fuso può essere ossidata dal vapore, e nel processo si produce idrogeno. La riformazione di una massa critica può anche essere un problema se le barre di controllo fuse nella miscela (più leggere) non cadono assieme alle barre d'uranio del nocciolo e il materiale in caduta si disperde e si espande in acqua non boricata nel plenum inferiore."[6]

Nel punto nel quale il corium si riposiziona nel plenum inferiore, Haskin et al scrivono che esiste la possibilità di un incidente denominato in inglese fuel-coolant interaction (FCI) che sostanzialmente mette sotto stress fino a far breccia nel contenitore in pressione primario quando il corium si sposta nel plenum inferiore del recipiente in pressione del reattore nucleare ("RPV").
Questo perché il plenum inferiore del recipiente in pressione (RPV) può avere un gran quantità d'acqua - il refrigerante del reattore - e in questo, partendo dall'assunto che il sistema primario non sia depressurizzato, l'acqua si troverà nella fase liquida, molto densa, e a una temperatura inferiore rispetto al corium. Dal momento che il corium è costituito da una miscela eutettica liquida metallo-ceramica, a temperature di 2200 a 3200 K, quando precipita sull'acqua liquida (in pressione) a 550-600 K può provocare una produzione molto rapida di vapore che potrebbe causare una improvvisa estrema sovrappressione e di conseguenza la rottura del sistema primario o RPV. Anche se la maggior parte degli studi moderni sostengono che sia fisicamente improbabile, Haskin et al scrivono che esiste la remote possibilità di una FCI estremamente violenta che porta a quella che chiamano alpha-mode RPV failure, una vera esplosione del recipiente in pressione, con la eiezione del plenum superiore del RPV, come un missile proiettato contro l'interno del contenimento, eventualità che potrebbe perforare il contenimento, dando luogo al rilascio dei prodotti di fissione del nocciolo nell'ambiente esterno senza che sia avvenuta una significativa diminuzione della radioattività per via del naturale decadimento.
La American Nuclear Society ha affermato "nonostante la fusione di circa un terzo del combustibile, il contenitore in pressione del reattore di TMI-2 manteneva la sua integrità e conteneva il combustibile danneggiato".

### Breccia del contenitore in pressione primario
Vi sono alcune possibilità su come il contenitore in pressione primario (primary pressure boundary) può essere perforato dal corium.
- Esplosione di vapore (steam explosion)

Come descritto in precedenza, la FCI può portare a un evento di sovrappressione che porta al guasto del RPV, e dunque, al superamento del contenitore in pressione primario. Haskin riferì che nell'evento di una esplosione di vapore, il superamento del lower plenum è molto più probabile rispetto all'eiezione esplosiva dell'upper plenum nella modalità-alfa. Nell'evento del superamento del lower plenum, macerie a varie temperature possono essere proiettate nella cavità sotto al nocciolo. Il contenimento può essere soggetto a sovrappressione, anche se non è probabile che questo porti a perforare il contenimento. Il guasto in modalità-alfa (alpha-mode failure) porterà alle conseguenze discusse in precedenza.
- Eiezione del nocciolo fuso in pressione (Pressurized Melt Ejection o PME)

Risulta abbastanza possibile, specialmente nei reattori ad acqua in pressione, che il circuito primario rimanga pressurizzato in seguito alla caduta del corium verso il plenum inferiore. In questo modo, gli stress di pressione sul RPV andranno ad aggiungersi al peso che il corium fuso esercita sul piano inferiore del RPV; quando il metallo del RPV si indebolisce a sufficienza a causa del calore del corium fuso, è probabile che il corium liquido venga espulso sotto pressione fuori dal fono del RPV in un getto di acqua e vapore in pressione, assieme con altri gas, spesso prodotti di fissione oppure di evaporazione del combustibile nucleare. Questa modalità di eiezione del corium può condurre al riscaldamento diretto del contenimento (Direct Containment Heating o DCH).

### Incidenti gravi: interazioni con il contenitore in pressione e problemi di contenimento
Haskin e il suo gruppo identificarono sei modalità di incidente dove il contenimento poteva essere credibilmente danneggiato; alcune di queste modalità non sono applicabili agli incidenti di fusione del nocciolo.
1. Sovrapressione
2. Pressione dinamica (onde di shock, come quelle causate da esplosioni o collassi strutturali)
3. Proiettili che vengano scagliati dall'interno (esplosioni di barre o tubature dovute a bolle d'idrogeno, ecc.)
4. Proiettili dall'esterno (non applicabile agli incidenti di fusione del nocciolo)
5. Scioglimento dei pellet di combustibile e delle barre in zirconio, che li contengono, con attraversamento per fusione del recipiente in pressione ("vessel meltthrough")
6. Bypass

### Modalità standard di disfunzione
Se il nocciolo fuso riesce a perforare il recipiente in pressione ("pressure vessel"), vi sono alcune teorie su quello che potrebbe accadere.
Negli impianti russi più moderni, esiste un dispositivo cattura-nocciolo ("core catcher") al fondo del recipiente di contenimento, si suppone che il nocciolo fuso possa colpire uno spesso strato di un metallo sacrificale ("suffering metal") che dovrebbe fondersi, diluendo all'interno di sé stesso i componenti del nocciolo e incrementando la conduttività al calore, e finalmente la massa di metallo e nocciolo diluito possono essere refrigerati dall'acqua che circola nel pavimento di cemento del reattore - comunque non e mai stato eseguito alcun test (non a scala) di questo dispositivo.
Negli impianti dell'Occidente, l'edificio di contenimento (quello più interno attorno al reattore e ai pressurizzatori) è una struttura a tenuta d'aria ("airtight containment building"). Anche se la radiazione dovesse arrivare ad un alto livello all'interno del contenimento primario, le dosi al di fuori dovrebbero essere inferiori. Gli edifici di contenimento più moderni (specialmente quello del reattore Westinghouse AP1000) sono progettati per un rilascio graduale e ordinato della pressione e dell'eccesso di temperatura senza il rilascio all'esterno di radionuclidi, attraverso vari meccanismi che includono una valvola di rilascio comandata dalle pressione intera a da alcuni filtri. All'interno dell'edificio di contenimento sono installati anche dei filtri che ricombinano l'idrogeno con l'ossigeno ("hydrogen/oxygen recombiners"), in modo da prevenire le esplosioni dei gas che si formano dal vapor d'acqua per l'alta temperatura.
In un evento di fusione delle barre di combustibile, un'area del RPV diventa più calda delle altre, ed eventualmente si può arrivare a temperature roventi che superano il punto di fusione. Sciogliendosi, il corium si verserà nella cavità sotto il reattore. Anche se la cavità è progettata per rimanere secca, diversi documenti NUREG-class consigliano agli operatori del reattore di inondare la cavità nell'eventualità di un incidente di fusione del combustibile. Quest'acqua riscaldandosi diventerà vapore che riempirà di aria calda, umida e in pressione il contenimento. Delle pompe automatiche d'acqua pomperanno grosse quantità d'acqua nell'ambiente vaporoso per mantenere la pressione bassa. Ri-combinatori catalitici convertiranno rapidamente l'idrogeno e l'ossigeno (che si formano al contatto con la superficie rovente del reattore) in acqua. Un effetto positivo della caduta del corium nell'acqua alla base dell'edificio di contenimento è che viene refrigerata e torna allo stato solido (ma l'interno del contenimento diventa fortemente radioattivo, con livelli di radiazione di 0,1-10 sievert/ora come avvenne a Fukushima).
Sistemi estensivi di irrorazione dell'acqua all'interno del contenimento, assieme agli ECCS, quando vengono riattivati, permettono agli operatori di irrorare acqua all'interno del contenimento per refrigerare il nocciolo versatosi nel suolo dell'edificio principale e portarlo a temperature inferiori a quelle di fusione o anche molto minori.
Queste procedure intendono prevenire il rilascio di radiazione al di fuori dell'edificio. Nell'evento di Three Mile Island del 1979, un teorico visitatore che si trovasse ad osservare dalla rete metallica sulla linea di proprietà, durante l'intero evento, avrebbe ricevuto una dose di circa 2 milli sievert (200 millirem), una dose intermedia tra quella di una radiografia al petto e quella di una scansione TAC. Questo è avvenuto per la fuoriuscita di gas da un sistema incontrollato che, con i sistemi di oggi, sarebbe stato dotato di filtri al carbone attivo e di filtri HEPA per prevenire il rilascio di radionuclidi.
Il tempo di raffreddamento sarebbe di parecchi mesi o anni, fino a che il calore di decadimento naturale del corium si riduce al punto dove la convezione e conduzione naturali del calore alle pareti di contenimento e al re-irraggiamento di calore dal contenimento permetta lo spegnimento degli spruzzatori d'acqua e la collocazione del reattore nella fase di stoccaggio sicuro ("safstor"). Il contenimento può venire allora sigillato con il rilascio di quantità limitate di radiazioni fuori dal sito e con il rilascio della pressione all'interno del contenimento. Dopo alcuni decenni i prodotti di fissione decadono (emivita di 30 anni per il cesio-137, molti di più per lo stronzio-90), e allora il contenimento può essere riaperto per la decontaminazione e demolizione.

### Modalità di disfunzione possibile
Uno scenario consiste della perdita totale della pressione del refrigerante nel reattore in pressione in un colpo solo, seguita dalla caduta dell'intera massa del corium in una piscina d'acqua (ad esempio, refrigerante o moderatore) che causa la improvvisa generazione di una enorme quantità di vapore. L'aumento di pressione all'interno del contenimento potrebbe minacciare la integrità strutturale se non vi sono dischi di rottura per alleviare lo stress. Qualsiasi sostanza infiammabile esposta può bruciare, ma di solito vi sono poche, ma più spesso nessuna, sostanze infiammabili all'interno del contenimento.

## Altri tipi di reattore
Altri tipi di reattori hanno diverse possibilità e profili di sicurezza rispetto ai LWR. Alcune delle varietà di alcune classi di questi reattori hanno il potenziale di essere dichiarati inerentemente sicuri.

### Reattori nucleari CANDU
I reattori nucleari CANDU (con un progetto che vede l'uranio naturale andare in fissione grazie a neutroni moderati dal deuterio dell'acqua pesante), hanno almeno uno, ma generalmente due grossi serbatoi di acqua a bassa temperatura e bassa pressione attorno ai numerosi canali dove transita il combustibile/refrigerante. Il primo è il serbatoio principale (la "calandria") che contiene il moderatore di neutroni (acqua pesante) che è un sistema separato dal refrigerante), e il secondo è un serbatoio a forma di cilindro cavo, che contiene la calandria, che è un serbatoio-schermo pieno di acqua leggera. Questi serbatoi funzionano da "pozzi di calore" di riserva che sono sufficienti per prevenire sia la fusione del nocciolo in primo luogo (grazie al "heat sink" del moderatore), oppure contengono un eventuale breccia del primo contenitore in pressione nel caso il moderatore (acqua pesante) dovesse perdersi per bollitura (e qui agisce il serbatoio-scudo). Nel CANDU sono probabili altri tipi di guasto rispetto alla fusione termica del combustibile, come ad esempio la deformazione della calandria in una configurazione non-critica. Inoltre i reattori CANDU sono contenuti all'interno del contenimento di sicurezza standard tipico dei reattori Occidentali.

### Reattori refrigerati a gas

#### AGCR
Un tipo di reattore occidentale, evoluzione dei Magnox, noto come Advanced Gas-cooled Reactor (o AGCR), costruito dal Regno Unito, non è molto vulnerabile agli incidenti da perdita del refrigerante oppure al danno al nocciolo eccetto che nelle circostanza più estreme. Grazie al suo refrigerante relativamente inerte (diossido di carbonio), per l'elevato volume e la alta pressione del refrigerante, e per la relativa efficienza di trasferimento termico del reattore, il periodo di tempo nel quale si instaura il danno al nocciolo nell'eventualità di un guasto limitante viene misurato in giorni. Il ripristino di qualche tipo di flusso del refrigerante previene che si verifichi il danno alle barre di combustibile nel nocciolo.

#### HTGR
Altri reattori refrigerati a gas ad alta temperatura noti come High-Temperature Gas-Cooled Reactors (HTGR), come il giapponese HTTR (High Temperature Test Reactor) e lo statunitense VHTR (Very High Temperature Reactor), sono intrinsecamente sicuri. Questo significa che la fusione o altri tipi di danneggiamento del nocciolo sono fisicamente impossibili a causa della sua struttura. Il nocciolo è costituito da blocchi a forma di prisma esagonale di carburo di silicio rinforzati con grafite in cui è immerso il combustibile nucleare, che può essere costituito da uranio o MOX sotto forma di granuli (TRISO o QUADRISO). Il nocciolo è contenuto in un vessel in acciaio, pressurizzato con elio, all'interno di un contenimento in cemento. Nonostante l'impossibilità della fusione, sono previsti ulteriori mezzi di sicurezza per la rimozione del calore, costituiti da scambiatori ad aria atmosferica a convezione naturale che garantiscono la completa rimozione del calore residuo. Il completamento della fase di prototipazione e test per il reattore VHTR in corso presso l'Idaho National Laboratory è prevista entro la prossima decade (al 2009). Questo reattore sarà raffreddato a gas, che verrà utilizzato per fornire calore di processo per la produzione di idrogeno o per la generazione di energia elettrica tramite l'impiego di turbine a gas.

#### PBMR
Un reattore simile, originariamente progettato in Germania Ovest (il reattore AVR), attualmente è sviluppato in Sudafrica sotto il nome di PBMR (Pebble Bed Modular Reactor). Il suo design lo rende intrinsecamente sicuro, il che significa l'impossibilità fisica di avere fusione del nocciolo. Il nocciolo è costituito da granuli sferici di grafite che formano un letto fluido all'interno di un vessel insieme a granuli (TRISO o QUADRISO) di uranio, torio o MOX. Un prototipo di un reattore molto simile (HTR-10) è stato costruito in Cina conseguendo risultati superiori alle attese, tanto che la Cina ha annunciato la costruzione due reattori di questo tipo da 250 MW per la produzione di energia.

## Reattori nucleari progettati nell'Unione Sovietica

### RBMK
I reattori RBMK, di progettazione russa, sono stati utilizzati solo in Russia e nel CSI ed ora sono stati spenti dappertutto tranne in Russia. Questi reattori sono privi di edificio di contenimento, sono naturalmente instabili (tendono ad avere pericolose fluttuazioni di potenza) ed hanno sistemi di sicurezza del tutto inadeguati secondo gli standard di sicurezza occidentali.
I sistemi di raffreddamento di emergenza (ECCS) dei reattori RBMK sono costituiti da un solo sistema, la cui ridondanza interna è insufficiente. Nonostante le grandi dimensioni del nocciolo comportino una densità di energia minore rispetto agli LWR rendono il raffreddamento più difficile. Gli RBMK sono moderati a grafite che in presenza di vapore e ossigeno, ad alta temperatura, forma syngas, il quale al pari dell'idrogeno formato dalla reazione di spostamento del gas d'acqua è molto esplosivo. Inoltre l'ossigeno in contatto con la grafite calda ne causa la combustione. Le barre di sicurezza erano di solito tappate con grafite, che rallenta i neutroni favorendo quindi la reazione a catena. L'acqua era utilizzata come refrigerante, ma non come moderatore. Se l'acqua giunge ad ebollizione non agisce più da refrigerante, ma l'effetto di moderazione rimane (coefficiente di vuoto positivo).
Le barre di controllo possono incastrarsi se il reattore si riscalda improvvisamente mentre sono in movimento. Lo xenon-135, un prodotto di fissione che assorbe neutroni, ha la tendenza ad accumularsi nel nocciolo e innescarsi improvvisamente nel caso di funzionamento a bassa potenza. Questo può portare a cambiamenti imprevisti nel numero di neutroni e nella potenza termica.
Gli RBMK non hanno alcun contenimento al di sopra del nocciolo. L'unica barriera solida è la parte superiore del nocciolo, detta scudo biologico superiore, costituita da uno strato di cemento forato per permettere il passaggio delle barre di controllo e il ricambio del combustibile in corsa. Altre parti del reattore risultano meglio schermate rispetto al nocciolo. Lo spegnimento di emergenza (SCRAM) richiede 10-15 secondi, mentre nei reattori occidentali richiede 1-2,5 secondi.
La tecnologia occidentale è venuta in soccorso per fornire un certo grado di monitoraggio in tempo reale allo staff. Non è noto se questo aiuto abbia esteso la capacità di intervento automatico dei sistemi di emergenza. Il personale è stato addestrato in questioni di sicurezza da società occidentali, e i reattori russi si sono sviluppati coprendo le lacune degli RBMK. Tuttavia, molti di questi reattori sono ancora in funzione.
Si può affermare con certezza che è possibile fermare una perdita di refrigerante prima che il nocciolo venga danneggiato, ma ogni incidente che coinvolga il nocciolo provocherà un rilascio massiccio di materiale radioattivo.
Per poter entrare a far parte della Comunità Europea è stato richiesto alla Lituania che spegnesse i due reattori RBMK presenti nella centrale di Ignalina, totalmente incompatibili con gli standard di sicurezza europei. Questi saranno sostituiti con reattori di tipo più sicuro.

## Effetti della fusione del nocciolo
Gli effetti di una fusione del nocciolo dipendono da vari dispositivi di sicurezza incorporati nel progetto del reattore o attorno ad esso (nei vari contenimenti). Un reattore nucleare moderno è concepito sia per abbassare enormemente le probabilità della fusione del nocciolo, che per contenere gli effetti di quest'eventualità.
In un reattore moderno, una fusione del nocciolo, parziale o totale, dovrebbe essere contenuto all'interno dell'edificio di contenimento del reattore nucleare. E anche (nel presupposto che nessun altro disastro maggiore avvenga in concomitanza) mentre la fusione danneggerà gravemente il reattore, rendendolo inservibile (e molto costoso e pericoloso da smantellare), con la possibile contaminazione dell'intera struttura con materiale altamente radioattivo, la sola fusione non dovrebbe condurre a un rilascio significativo di radiazione, e non dovrebbe mettere in pericolo il pubblico all'esterno dei confini della centrale.
In pratica, comunque, una fusione del nocciolo è spesso parte di una catena molto più lunga di disastri (anche se vi sono stati poche fusioni del nocciolo nella storia dell'energia nucleare che non costituisce un grosso campione di informazione statistica dalla quale estrarre conclusioni credibili su quello che capita "spesso" in tali circostanze).

## Storia

### Stati Uniti d'America
Vi sono stati almeno sei fusioni del nocciolo nella storia dell'energia nucleare negli Stati Uniti d'America. Sono denominati comunemente "partial meltdown".